# Лужковська згода
Лужковська згода — безпопівська згода (толк) в старообрядництві. Іноді називаються лужківці або лужкени.
Виникло в посаді Лужки в Стародубьї Чернігівської губернії після того, як в 1822 році було офіційно дозволено старообрядцям мати священиків призначених урядом, які повинні були вести в парафіях метрики для новонароджених. Лужківці, на відміну від більшості інших біглопопівців, не визнали цей указ, і вважали істинним тільки таємне священство. Вони виступили проти будь-яких контактів з «царством духовного антихриста».
Згода характеризується різкою критикою церковної та світської влади. Біглопопівці відмовлялися присягати та молитися за царя, служити у війську. Тобто обрали більш жорстку позицію у ставленні до РПЦ, уряду й царської сім'ї. Обряд «очищення» священиків проводили «першим чином» — через перехрещування.
За радянської влади священство лужковців було знищено, і вони влилися в білокриницьку церкву, або стали безпопівцями (наприклад, в Гуслицях).
Лужковці нечисленні, живуть в Орехово-Зуєвському, Воскресенському і Павлово-Посадському районах Московської області.